# Tarim-mummies

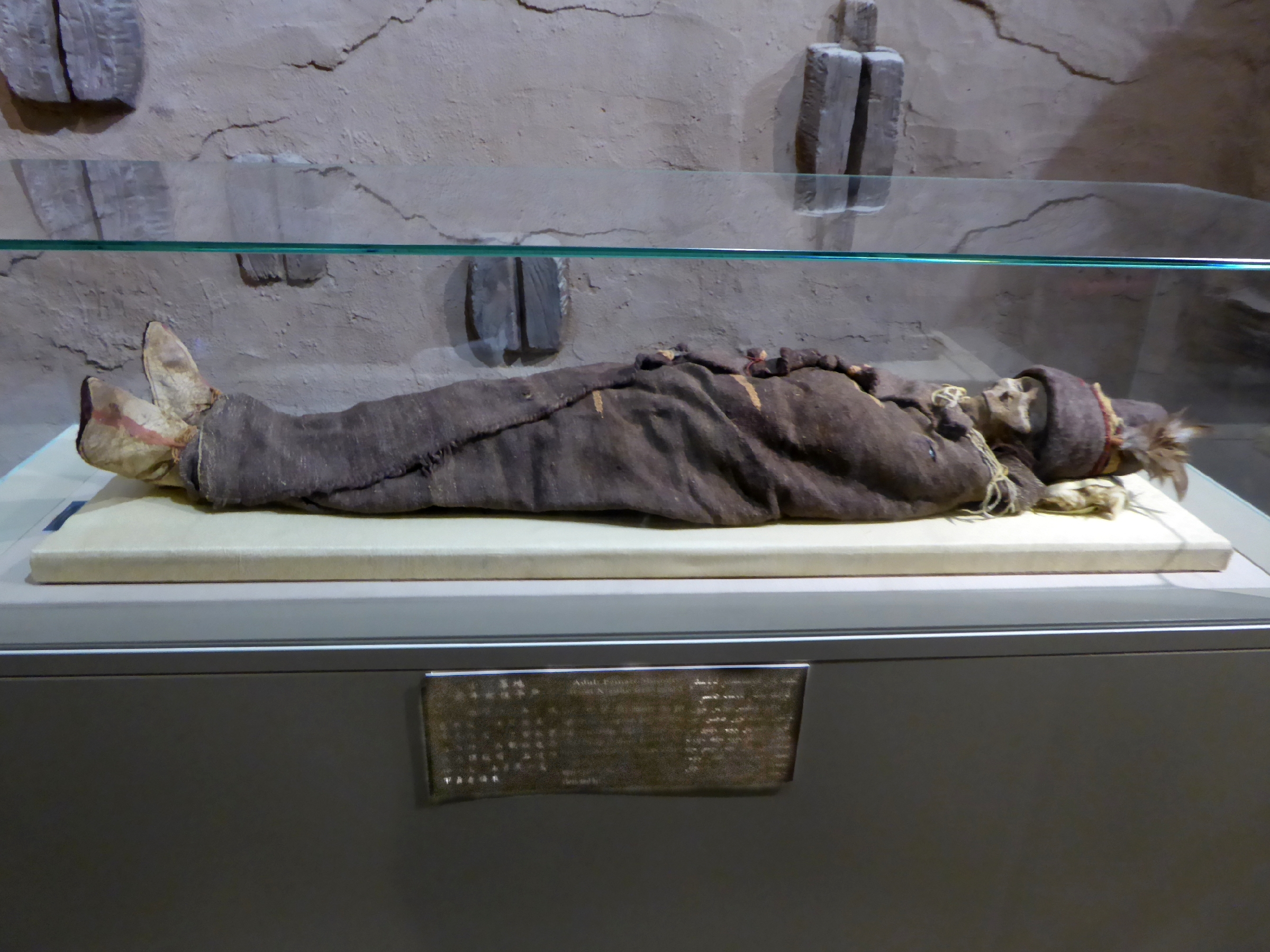
'Xiaohe-prinses' of 'schoonheid van Loulan', Tarim-mummie in het regionaal museum in Ürümqi, gedateerd op 1800 v.Chr.

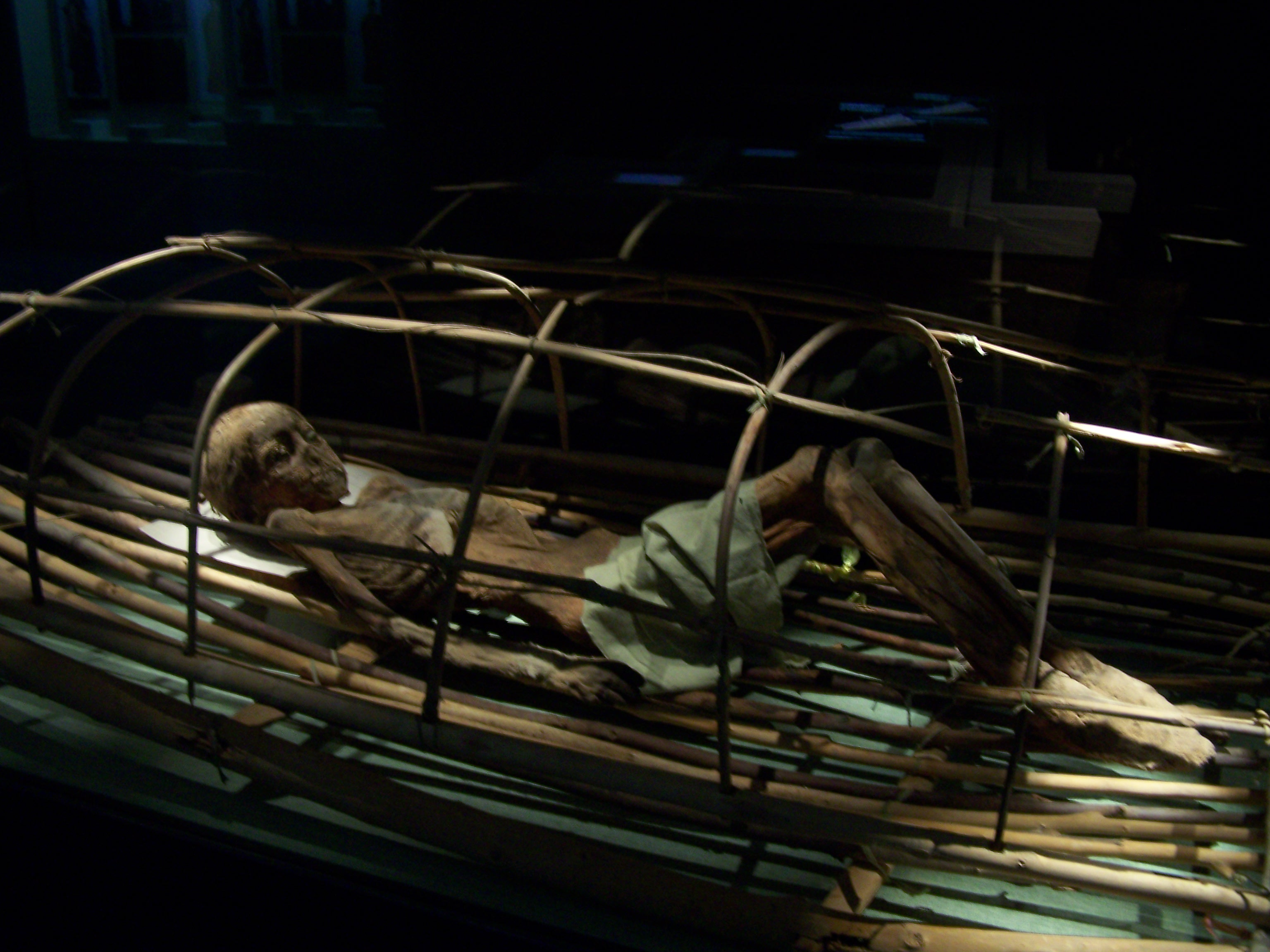
Mummie van een jongetje

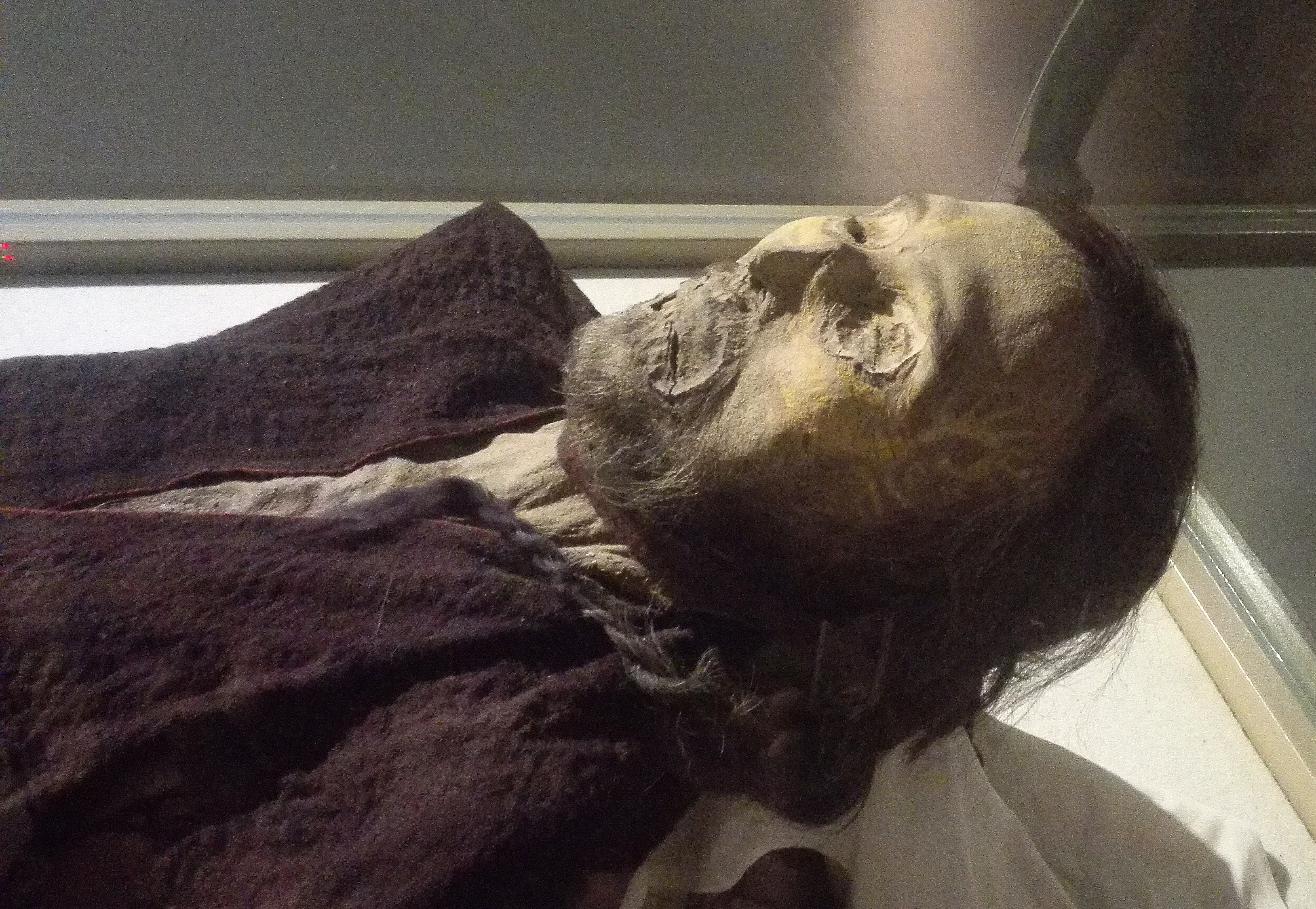
man uit Cherchen

De Tarim-mummies zijn een aantal vondsten van mummies in het Tarimbekken, het zuidelijk deel van de huidige Chinese provincie Sinkiang. De oudste mummies dateren uit de periode rondom 1800 v. Chr., de jongste rondom 200 na. Chr. De mummies worden toegeschreven aan verschillende archeologische culturen, waaronder de sprekers van het Tochaars, een Indo-Europese taal en zouden van europide oorsprong zijn.

## Archeologische achtergrond
Vondsten uit de steentijd zijn zeldzaam, maar de bestaande gegevens suggereren dat de bevolking tijdens de late steentijd verwant was met die van Zuid-Siberië. De basis hiervan was Oud Noord-Euraziatisch, een populatie  die sterk verwant was met de laatpaleolithische bevolking van Europa maar ook een duidelijke Noordoost-Aziatische invloed toonde.
Tijdens de kopertijd verspreidde de Indo-Europese Afanasjevocultuur zich vanuit het Wolgagebied naar Zuid-Siberië, waarbij ze een deel van de steentijdbevolking asslmileerden. De Afanasjevocultuur wordt gezien als mogelijke oorsprong van de Tochaarse talen.

### Bronstijd
De oudste mummies dateren uit de bronstijd en zijn o.a. toegeschreven aan de Qäwrighul- en Sibacultuur. Vondsten vanaf de jaren 1970 door Chinese archeologen van een tot dan toe onbekende bronstijdcultuur in Dzjoengarije kregen aanvankelijk slechts weinig aandacht. Pas vanaf de jaren 1990 kreeg deze Xemirxekcultuur meer bekendheid, met name door publicaties van de Russische archeoloog Aleksej Kovaljov. Deze cultuur toont overeenkomsten met Europese, en zelfs West-Europese culturen.

### IJzertijd
Latere migraties brachten sprekers van Iraanse talen naar het bekken. Dat moeten herders geweest zijn. Deze en andere migranten brachten een vorm van agrarische technologie en enkele rituele aspecten van een sedentaire samenleving naar het gebied vanuit de gordel van agrarisch gebied dat zich uitstrekte van het noorden van Afghanistan naar het Aralmeer. Het handelt dan om regio's als bijvoorbeeld Bactrië en Margiana. Aanwijzingen daarvoor zijn onder meer dat zowel in de graven aangetroffen gerst en tarwe als het in die periode in het gebied voorkomende gedomesticeerde schaap duidelijk uit het westen kwam. In een aantal graven werd ook ephedra aangetroffen, een kruid uit de traditionele geneeskunde dat ook gebruikt werd in India, Bactrië en Iran. 
Vanaf het eind van de eerste eeuw v.Chr. kunnen deze sprekers van een Indo-Europese taal geassocieerd worden met volkeren die bekend zijn vanuit andere historische bronnen. Het blijft echter buitengewoon lastig om namen in Chinese bronnen te verbinden aan namen in bijvoorbeeld Griekse bronnen en veel associaties zijn dan ook in het vakgebied controversieel.
Uit de ijzertijd stammen mummies van de Yanbulaq- en Subeixicultuur.

## Genetisch onderzoek
Onderzoek op basis van mitochondriaal DNA ondersteunt de opvatting van een westelijke Euraziatische afkomst van in ieder geval een deel van de mummies. Craniometrisch onderzoek bij sommige vondsten van mummies wijst op relaties met volken in de vallei van de Indus en later gedateerde vondsten met populaties uit de vallei van de Oxus. Onderzoek van het grafveld van Xiaohe had als resultaat dat in de vrouwelijke linie de haplogroep C de dominante is. Dat wijst op een gedeeltelijke afkomst uit het zuiden van Siberië. Uitkomsten van onderzoek bij later en eerder gedateerde vondsten van mummies kan dus aanzienlijke verschillen in resultaat geven. Het toont in ieder geval aan dat het Tarimbekken al in de tweede eeuw v.Chr. een gebied was met een diverse populatie.
Een craniometrische analyse door Hemphill & Mallory (2004) van de vroege Tarim-mummies suggereerde dat ze hun eigen cluster vormden, los van de aan Europa gerelateerde Westelijke Steppeherders van de Andronovo- en Afanasjevo-culturen, of de inwoners van de Centraal-Aziatische BMAC-cultuur. Autosomaal genetisch bewijs suggereerde dat de vroegste Tarim-mensen voortkwamen uit een lokale bevolking van voornamelijk Oud Noord-Euraziatische afkomst met een aanzienlijke Noordoost-Aziatische vermenging.

## Textiel
In de graven zijn vaak goed geconserveerde materialen van textiel gevonden. De Amerikaanse textieldeskundige Elizabeth Wayland Barber heeft stilistische en technologische overeenkomsten aangetroffen met geweven goederen uit de Hallstattcultuur van de Europese ijzertijd, welke zich kenmerkte door een sterke invloed vanuit de oostelijke steppen. Irene Good en Elizabeth Barber, archeoloog, linguïst en autoriteit op het gebied van oude textiel, werden door Victor Mair bij het project betrokken om gevonden textiel en het verband met taal te onderzoeken. Volgens Barber moet het volk van Hallstatt proto-Keltisch zijn geweest en dus Indo-Europees; de overeenkomsten in 'plaid twills' van Hami in het Tarimbekken en Hallstatt versterken het idee dat de Keltische wevers en van Hami opkwamen uit dezelfde voorouderlijke traditie, al liggen ze vierduizend mijl van elkaar af, ze lijken te veel op elkaar om van toeval te kunnen spreken. 
Volgens de geschiedenis van de weefkunst zou de gemeenschappelijke oorsprong in de Kaukasus kunnen liggen rond 3000 v.Chr, waar ook de oorsprong van de Indo-Europese taalfamilie schijnbaar te vinden is; de taalkenmerken van het Tochaars zijn archaïsmen, geen vernieuwingen, wat er op wijst dat beide groepen al ver weg waren getrokken toen nieuwe taalgewoonten optraden, ze behoorden tot de eerste groepen die wegtrokken en daarom namen ze mogelijk dezelfde technologie (als de weefkunst) mee; 'The case looks good for the mummies from Hami, at least, having been Tokharians and erstwhile neighbors of the Celts.'

## Geschiedenis van het onderzoek

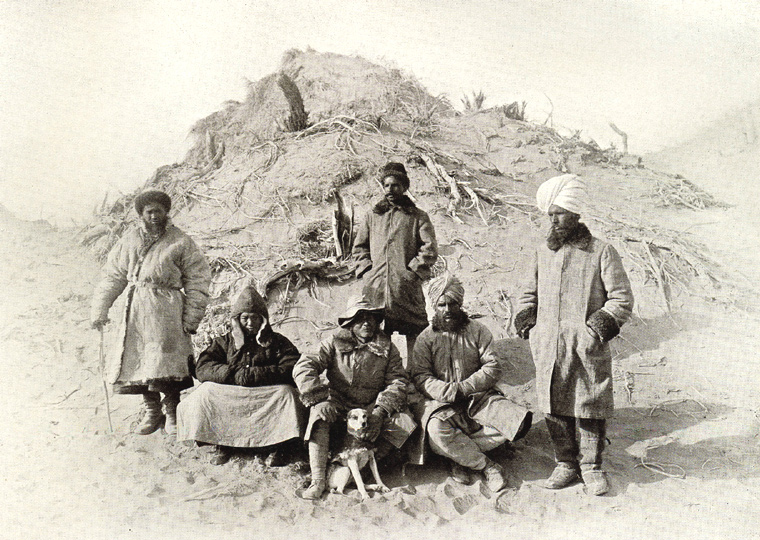
Aurel Stein in 1910 in het Tarimbekken

In het begin van de twintigste eeuw merkten archeologen en reizigers, zoals Aurel Stein en Sven Hedin, al de aanwezigheid van mummies in het Tarimbekken op. De mummies waren door het droge klimaat, met desiccatie van de lichamen als gevolg, zeer goed geconserveerd. Later in de twintigste eeuw zijn er nog een groot aantal andere grafvondsten met mummies geweest. De meeste van die vondsten zijn gedaan in het oostelijk deel van het bekken in het gebied rondom Lob Nuur bij vestigingen en steden als Hami, Turpan, Xiaohe en Kroraina. Andere vondsten waren langs de zuidelijke rand van het bekken bij Hotan, Cherchen en Niya. Een beroemde mummie is de Cherchen man.
Nieuwe vondsten vanaf 1980 en daaraan verbonden conclusies leidden eind twintigste eeuw tot grote aandacht en speculaties in de media. Daarbij werden veronderstellingen naar voren gebracht dat vroegste bewoners van het bekken uit Europa afkomstig zouden zijn. Dat zou dan moeten leiden tot een herschrijving van de vroegste geschiedenis van China.
De Amerikaanse sinoloog Victor H. Mair publiceerde in samenwerking met J.P. Mallory veel over de grafvondsten. Mair neemt aan, dat aan het begin van de Bronstijd een aantal migratiegolven het Tarimbekken binnentrokken. De eerste daarvan zouden dan sprekers van Tochaars, een Indo-Europese taal  kunnen zijn geweest. Op basis van deze theorie zou de Bronstijd in het Tarimbekken geen gevolg zijn van een autonome ontwikkeling in het gebied zelf, maar van de komst van Indo-Europeanen. De eerste sprekers van Proto-Indo-Europees leefden mogelijk op de steppen ten noorden van de Zwarte Zee. Vanuit dat gebied vonden dan migraties plaats in zuidelijke richting naar Anatolië, in westelijke richting naar Europa en in oostelijke richting naar Centraal-Azië, India en Iran.